# Ritratto di Francesco Maria Della Rovere (Giorgione)
Il presunto Ritratto di Francesco Maria Della Rovere è un dipinto a olio su tavola trasferito su tela (73x64 cm) attribuito a Giorgione, databile al 1502 circa e conservato nel Kunsthistorisches Museum di Vienna.

## Storia
L'opera è citata nel 1623-1624 nelle collezioni ducali a Urbino e qualche anno dopo, nel 1636, in quelle di Bartolomeo della Nave a Venezia, il quale poi la cedette alla collezione Hamilton. Dal 1659 divenne di proprietà di Leopoldo Guglielmo d'Austria e, per eredità, passò poi a Leopoldo I d'Asburgo, confluendo poi con le raccolte asburgiche nel museo viennese.
Il giovane Francesco Maria Della Rovere è il soggetto tradizionalmente riferito nel dipinto, anche se non è molto somigliante con un altro presunto ritratto di Raffaello.
Il personaggio è ritratto a mezza figura dentro una stanza mentre, voltato di tre quarti a destra, appoggia le mani su un ripiano su cui si trova uno scintillante elmo, simbolo della sua futura carica militare. L'elmo, decorato con una corona di quercia (Quercus Robur) e ghiande in bronzo dorato, è particolarmente interessante per gli effetti di lustro e riflessione sulla sua superficie tirata a specchio, in cui si vede un piccolo ritratto del giovane visto dal basso e un pezzetto del suo mantello rosso: si tratta della testimonianza dell'interesse suscitato anche in area veneta degli studi dei fiamminghi e di Leonardo da Vinci sulla rifrazione delle superfici e sui giochi luminosi.
La morbida capigliatura del giovinetto, cadente sulle spalle, è trattata come una macchia di colore dai contorni soffusi, tipica del tonalismo.